# Lučelnica
Lučelnica är en ort i Kroatien.   Den ligger i länet Zagrebs län, i den centrala delen av landet, 26 km söder om huvudstaden Zagreb. Lučelnica ligger 162 meter över havet och antalet invånare är 332.
Terrängen runt Lučelnica är platt. Runt Lučelnica är det glesbefolkat, med 19 invånare per kvadratkilometer. Närmaste större samhälle är Velika Gorica, 18,9 km nordost om Lučelnica. Omgivningarna runt Lučelnica är en mosaik av jordbruksmark och naturlig växtlighet.